# André Mercier (juriste suisse)
Pour les articles homonymes, voir André Mercier et Mercier.
André Mercier, né à Lausanne le 3 février 1874 et mort dans la même ville le 11 août 1947, est un enseignant, juriste et politicien vaudois.

## Biographie

### Jeunesse et études
André Mercier obtient une licence en droit en 1892 puis un doctorat en 1897.

### Parcours professionnel
En 1900, Mercier devient avocat à Lausanne. Il occupe ce métier jusqu'en 1913. Il entame toutefois en parallèle, dès 1901, une carrière dans l'enseignant : il est chargé de cours de droit pénal en 1901-1902, puis est nommé professeur de droit pénal, droit international et droit diplomatique et consulaire à l'université de Lausanne en 1902. Il conserve ce poste jusqu'en 1944.
Impliqué dans la vie de l'université, il devient doyen de la faculté de droit en 1906, et reste à ce poste jusqu'en 1908, avant de l'occuper à nouveau de 1916 à 1920. Il est recteur de l'université de 1932 à 1934.
Il est secrétaire (1898), associé (1906), membre et premier vice-président (1927) de l'Institut de droit international, il est nommé président du Tribunal mixte franco-allemand, ainsi que du tribunal mixte allemand-siamois (1920-1926).
Dans les années 1920, il enseigne à l'Institut des hautes études internationales à Paris.
Il préside la Commission permanente de conciliation entre la Belgique et la Finlande et compte parmi les membres de la Commission de conciliation permanente entre la France et la Suède. Il obtient un doctorat honoris causa de l'université de Strasbourg. Il a également eu une carrière politique en tant que conseiller communal (libéral) de 1907 à 1913.

## Sources
1. ↑  Annales de sciences politiques, 1920 (lire en ligne)

- « André Mercier », sur la base de données des personnalités vaudoises sur la plateforme « Patrinum » de la Bibliothèque cantonale et universitaire de Lausanne.
- Olivier Robert, Francesco Panese, Dictionnaire des professeurs de l'Université de Lausanne dès 1890, p. 836-837
- photographie Robert Rigassi, Lausanne Patrie suisse, (Arnold Bonard) 1920, no 695, p. 109-110
- « André Mercier (juriste suisse) » dans le Dictionnaire historique de la Suisse en ligne.